# Olesicampe fulviventris
Olesicampe fulviventris là một loài tò vò trong họ Ichneumonidae.